# Tingena falsiloqua
Tingena falsiloqua är en fjärilsart som först beskrevs av Edward Meyrick 1932.  Tingena falsiloqua ingår i släktet Tingena och familjen praktmalar. Inga underarter finns listade i Catalogue of Life.